# Shirey Moledet C
Shirey Moledet C – trzynasty studyjny album izraelskiej piosenkarki Ofry Hazy, wydany w roku 1987.

## Lista utworów
- David Ben Gurion: The Declaration Of Independence
- Ya-Akov Lichtman
- Re'Ach Tapu'Ach Odem Shani
- Ayelet A'Havim
- Bein Nehar P'Rat U'Nechar Chidekel
- Balayla
- Hechalil
- Haya Hu Afor
- Aval Machar Echzor
- Deka Abaya
- Medley: Hankokdim/Ma Yafim Ha'Leilot
- Bagalil, Betel-Chai
- Hakotel